# Sinopla
Sinopla (лат.) — род клопов из семейства древесных щитников. Эндемик Южной Америки (Аргентина, Чили).

## Описание
Длина тела около 1 см. Цвет всего тела светло-зелёный, брюшные стерниты беловатые; усики светло-красные; на голове, груди и брюшке имеются точечные пятна. От близких родов отличается следующими признаками: отверстие ароматической железы узкое и не овальное; параклипеи не выступают за передний конец антеклипеуса; 1-й усиковый сегмент слабо или значительно выступает за передний конец антеклипеуса; буккулы объединёны сзади, умеренно развиты, достигают заднего конца головы; рострум простирается до передних концов задних тазиков, дистальный конец 1-го сегмента на уровне примерно центра глаза; максиллярный бугорок отсутствует. Брюшной шипик простирается до переднего концы задних тазиков; коннексива без полос, покрыта надкрыльями; органы Пендерграста присутствуют на 6-м и 7-м стерните; иногда отсутствуют на 6-м стерните. Антенны 5-члениковые. Лапки состоят из двух сегментов. Щитик треугольный и достигает середины брюшка, голени без шипов.
- Sinopla humeralis Signoret, 1864[6]
- Sinopla perpunctatus Signoret, 1864
  - syn. Ditomotarsus uribei Reed, 1872